# Мележик Петро Миколайович
Петро Миколайович Мележик (3 травня 1950 року, Ромни, Сумська область) український радянський вчений, радіофізик, фізик-теоретик, доктор фізико-математичних наук (2001), член-кореспондент (2006), академік (2018) НАН України. Директор Інституту радіофізики та електроніки (ІРЕ) імені О. Я. Усикова НАН України, м. Харків (з 2014 року).

## Життєпис
Закінчив Харківський університет, механіко-математичний факультет (1972). З 1974 року працює в ІРЕ АН УРСР: 1981–94 рр. — вчений секретар, 1994—2014 — заступник директора з наукової роботи, від 2014 року — директор, у 2002—2015 рр. — завідувач відділу теорії дифракції і дифракційної електроніки. Учень академіка Шестопалова В. П.

## Наукова діяльність
Кандидат фізико-математичних наук (спеціальність: радіофізика) (1981), старший науковий співробітник (1999), доктор фізико-математичних наук (спеціальність: радіофізика) (2001).
Основні наукові праці присвячені створенню строгих математичних методів аналізу коливалальних процесів і дифракції електромагнітного поля у відкритих структурах, з'ясуванню механізмів формування в них резонансних коливань. Засновник спектральної теорії відкритих електродинамічних структур, моделі явища міжтипового зв'язку власних коливань у відкритих електродинамічних структурах. Співавтор понад 150 наукових праць, 7 авторських свідоцтв, публікацій щодо історії інституту радіофізики та електроніки (ІРЕ) імені О. Я. Усикова НАН України.

## Участь у роботі колегіальних органів НАН України
Член Бюро відділення фізики і астрономії  НАН України (з 24.09.2019)
Вчена рада, Інститут радіофізики та електроніки імені О. Я. Усикова Національної академії наук України  Голова (з 24.09.2019)

## Нагороди
Премія НАН України імені С. Я. Брауде (2019) за розвиток теорії хвильових процесів у складних магнітодіелектричнихсередовищах та її застосування для опису резонансного розсіяння (спільно з членом-кореспондентом НАН України Варів Д. М. та доктором фізико-математичних наук Просвіріним С. Л.

## Публікації
- Chandelzon L., Granet G., Melezhik P. N., Poyedinchuk A. Ye., Sirenko Yu. K. (ed.), Sjoberg D., Strom S. (ed.), Tuchkin Yu. A., Yashina N. Modern Theory of Gratings. — N. Y.: Springer-Verlag, 2010. — XVI. — 390 p.
- Melezhik PN, Morozov VY, Poyedinchuk AY et al…Numerical-analytical method for determining the dielectric constant of 1D inhomogeneous plate in a waveguide.- IET Microwaves, Antennas & Propagation, 2020
- Велиев Э. И., Деркач В. Н., Иванченко И. В., Кириленко А. А., Костенко А. А., Лукин К. А., Масалов С. А. (ред.), Мележик П. Н. (ред.), Мирошниченко В. С., Попенко Н. А., Почанина И. Е., Рудь Л. А., Сиренко Ю. К. (ред.), Тарапов С. И., Яшина Н. П. Академик НАН Украины Виктор Петрович Шестопалов. Служение науке. — Х.: ИПП «Контраст», 2012. — 424 с.
- К шестидесятилетию Института радиофизики и электроники им. А. Я. Усикова НАН Украины. 2005—2015 годы / под ред. П. Н. Мележика / Ин-т радиофизики и электроники им. А. Я. Усикова НАН Украины. — Харков: ИПП «Контраст», 2015. — 424 с.